# Algrange
Algrange là một xã trong vùng Grand Est, thuộc tỉnh Moselle, quận Thionville-Quest, tổng Algrange. Tọa độ địa lý của xã là 49° 21' vĩ độ bắc, 06° 02' kinh độ đông. Algrange nằm trên độ cao trung bình là 300 mét trên mực nước biển, có điểm thấp nhất là 221 mét và điểm cao nhất là 405 mét. Xã có diện tích 6,96 km², dân số vào thời điểm 1999 là 6198 người; mật độ dân số là 891 người/km².

## Thông tin nhân khẩu
| 1962  | 1968  | 1975  | 1982  | 1990  | 1999  |
| ----- | ----- | ----- | ----- | ----- | ----- |
| 8.153 | 8.658 | 7.658 | 6.767 | 6.325 | 6.198 |